# Pedro Massacessi
Pedro Fernando Massacessi (* 9. Januar 1966 in Ceres) ist ein ehemaliger argentinischer Fußballspieler.

## Karriere
Massacessi begann seine Profilaufbahn 1987 beim argentinischen Erstligisten CA Independiente. Für Independiente bestritt er 45 Erstligaspiele und schoss dabei vier Tore. Mit dem Verein wurde er 1988/89 argentinischer Meister. Von 1989 bis 1990 war er außerdem noch bei Chaco For Ever und dem chilenischen CF Universidad de Chile unter Vertrag. 1990 wechselte er nach Mexiko. Hier spielte er bis 1992 für Cobras Ciudad Juárez. Für Cobras bestritt er 40 Erstligaspiele und schoss dabei ein Tor. 1992 wechselte er zu CF Atlante. Mit dem Verein wurde er 1992/93 mexikanischer Meister. 1994 wechselte er zu UNAM Pumas. 1995 wechselte er zum japanischen Erstligisten Yokohama Marinos. Mit dem Verein wurde er 1995 japanischer Meister. Danach spielte er bei CF Atlante und finnischen FC Jazz Pori. Ende 1997 beendete er seine Karriere als Fußballspieler.

## Erfolge
CA Independiente
- Argentinischer Meister: 1988/89

CF Atlante
- Mexikanischer Meister: 1992/93

Yokohama Marinos
- Japanischer Meister: 1995